# Sarazen World Open
O Sarazen World Open foi um torneio de golfe não oficial do circuito PGA entre 1994 e 1999. Foi disputado no Chateau Elan em Braselton, no estado-norte-americano da Geórgia, exceto a edição de 1999, quando foi disputada no PGA Catalunya, em Barcelona, Espanha. Foi nomeado em honra do golfista Gene Sarazen. Em 1999, o torneio passou oficialmente a integrar ao calendário do Circuito Europeu. Ficou conhecido como Subaru Sarazen World Open entre 1996 e 1998.

## Campeões
Torneio do Circuito Europeu
| Ano  | Campeão      | País      | Pontuação | Par | Margem    | Vice-campeão                    | Dinheiro ($) | Primeiro prêmio ($) |
| ---- | ------------ | --------- | --------- | --- | --------- | ------------------------------- | ------------ | ------------------- |
| 1999 | Thomas Bjørn | Dinamarca | 273       | −15 | 2 tacadas | Paolo Quirici Katsuyoshi Tomori | 600,000      | 100,000             |

Torneio não oficial
| Ano  | Campeão           | País           | Pontuação | Vice-campeão(ões)                 | Dinheiro ($) | Primeiro prêmio ($) |
| ---- | ----------------- | -------------- | --------- | --------------------------------- | ------------ | ------------------- |
| 1998 | Dudley Hart       | Estados Unidos | 272 (−16) | Bob Tway                          | 2,000,000    | 360,000             |
| 1997 | Mark Calcavecchia | Estados Unidos | 271 (−17) | Lee Westwood                      | 2,000,000    | 360,000             |
| 1996 | Frank Nobilo (2)  | Nova Zelândia  | 272 (−16) | Scott Hoch                        | 1,900,000    | 342,000             |
| 1995 | Frank Nobilo      | Nova Zelândia  | 216 (−8)  | Miguel Ángel Jiménez Mark McNulty | 1,900,000    | 350,000             |
| 1994 | Ernie Els         | África do Sul  | 273 (−15) | Fred Funk                         | 1,900,000    | 350,000             |